# Espondeu
Espondeu é uma unidade rítmica do sistema greco-latino composta por duas sílabas longas. É representado graficamente por - -.